# Estado de miedo
Estado de miedo (State of Fear en inglés) es una novela de ciencia ficción, escrita por Michael Crichton en el año 2004 y publicada por HarperCollins el 7 de diciembre del mismo año. Como la mayoría de sus novelas, es un techno-thriller; trata sobre ecoterroristas que intentan apoyar la base temática de un congreso ecologista mediante atentados que la demuestren y la reafirmen.
La obra contiene un gran volumen de gráficos y notas al pie reales que apoyan la base de su trama ficticia. Como punto de inflexión en la trayectoria del autor en el ámbito de las novelas, incorpora al final del libro un mensaje de autor expresando su opinión acerca del calentamiento global y otras temáticas que se tratan, así como un apéndice donde critica la politización de la ciencia, otro más sobre referencias y una bibliografía de veinte páginas. Por ello, ha sido considerada por algunos, y por el propio autor, una especie de pseudoensayo en la línea de algunas de las conferencias en las que, a raíz de esta publicación precisamente, había participado.

## Sinopsis y argumento
La novela se enfoca desde la perspectiva de un abogado ambientalista, Peter Evans. A través de la novela, las opiniones de Evans, de postura ecologista, son desafiadas con frecuencia por otros personajes y sucesos.
Peter Evans es un abogado que trabaja desde hace tiempo para el filántropo multimillonario y ecologista George Morton. Este último, tras visitar una de las investigaciones que subvenciona en Groenlandia y descubrir que tienen un serio agujero de fondos; muere, extraña y súbitamente en un accidente de tráfico, dejando en el aire la futura aportación monetaria que iba a recibir uno de sus principales grupos ecologistas beneficiarios, el «NERF» (traducido en español como: «Fondo Nacional de Recursos Medioambientales»).
Para Nicholas Drake, presidente del NERF, representa toda una catástrofe pues está inmerso en la preparación de una demanda judicial contra la Agencia de Protección Ambiental de los Estados Unidos (EPA), como responsable de daños y perjuicios a la república de Vanuatu (sólo ficticia); un pequeño archipiélago que corre el riesgo de desaparecer a causa del aumento del nivel del mar debido al Calentamiento Global. Por si fuera poco, el NERF estaba en espera de una seria inyección de dinero para el próximo congreso internacional ecologista que preparan.
A partir de ese instante, Evans junto a Sarah Jones, -la atractiva y atlética ayudante de Morton- tratan de averiguar qué ha pasado realmente con Morton, para acabar involucrados, junto al profesor John Kenner, su ayudante Sanjong Tappa y Jennifer Haynnes, en la investigación y persecución de un grupo de ecoterroristas que pretenden influenciar en la opinión pública de cara al congreso del NERF.

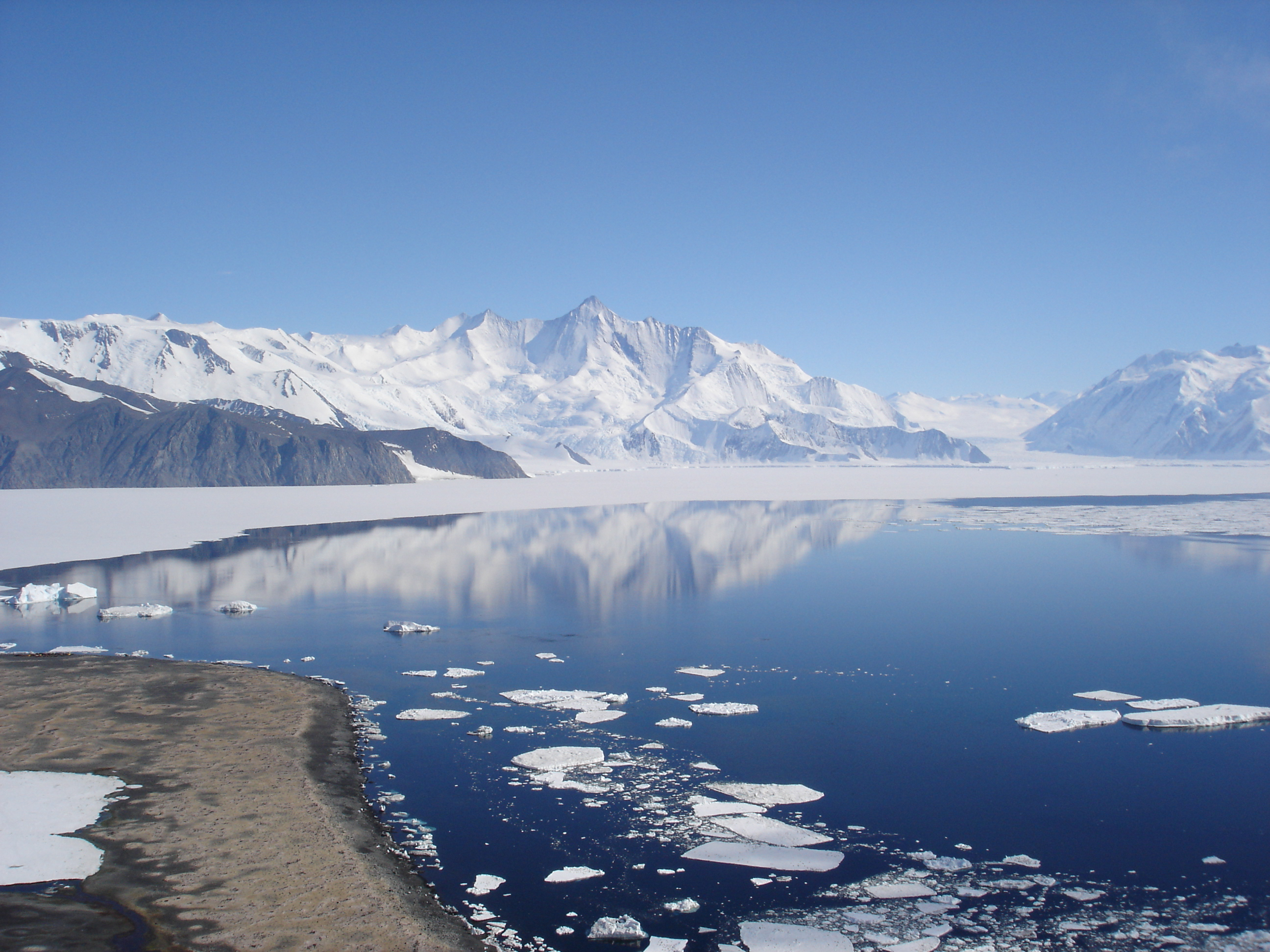
la conspiración de la novela llega hasta la Antártida

## Personajes

### Principales
- Peter Evans:

Abogado del bufete de Hassle & Black que trabaja para George Morton. Morton lo considera una especie de hijo tras años de trabajo juntos.
- George Morton:

Filántropo multimillonario que subvenciona grupos y estudios científico-ecologistas, entre otros.
- Sarah Jones:

Secretaria y ayudante personal de Morton. Esquiadora olímpica en Atlanta 96'.
- Profesor John Kenner:

Científico gubernamental del MIT y antiguo miembro de la CIA.
- Nicholas Drake:

Presidente del NERF, amigo de Morton y exabogado.

### Secundarios
- Jennifer Haynnes: Abogada y sobrina de John Kenner.
- Ted Bradley: Estrella de cine que ayuda al ámbito ecologista.
- Sangjong Tappa: Amigo, compañero y ayudante de Kenner.

## Temas

### Ubicaciones
Muchos de los lugares de las primeras obras de Crichton estaban parcialmente definidas. Estas ubicaciones han cambiado bastante: un hábitat en el fondo del Océano Pacífico, una remota isla cerca de Costa Rica, un complejo industrial en el desierto de Nevada, la región volcánica de Virunga, o la Francia del siglo XIV por ejemplo. En Estado de Miedo la acción se produce en diferentes lugares a lo largo y ancho del planeta como la Antártida o Nueva Guinea.

#### Vanutu
Vanutu es una isla ficticia en la novela y objetivo principal de los intereses de ambas partes litigantes en la trama. Es el sutil hilo conductor de las diferentes posiciones y acciones de las dos, digamos, facciones de personajes.
Lo realmente importante sobre Vanutu o, con mayor relevancia, Vanuatu, es que se trata de un país real; aunque no se sabe si se hace referencia real a la República de Vanuatu o han sido los traductores de la novela los que lo han entendido así. Por ello, cabe la posibilidad de que en ediciones posteriores, Crichton decidiera usar el nombre real de Vanuatu, ya que en algunas de ellas (las traducciones) no se usa el topónimo ficticio: Vanutu, y sí Vanuatu.

## Hechos

### Crítica
Debido a que la obra cuestiona el consenso científico existente en torno al calentamiento global de origen antropogénico,
desató una gran polémica y fue recibido ferozmente por diversos sectores científicos. Pero especialmente en los que se centran en la investigación climática y, en particular, por los que apuntan el origen antropogénico del calentamiento global. Así pues, pese a tratarse de una obra de ficción, recibió una crítica generalizada. Las valoraciones positivas fueron de grupos de presión negacionistas del calentamiento global, como The American Association of Petroleum Geologists, y se centraban en denunciar una supuesta «tiranía ecologista». A pesar de tratarse de un libro de ficción, el aparato bibliográfico que acompañaba a sus tesis, así como el epílogo sobre los peligros de la politización de la ciencia, hizo que las afirmaciones de los personajes se discutiesen en ocasiones como si se tratase de un ensayo. 
En general, la obra adopta los presupuestos y se sitúa en la misma corriente escéptica al ecologismo de otros autores como Bjorn Lomborg, aunque Crichton nunca los ha situado en su línea de pensamiento, que consideran insuficientemente acreditado el calentamiento global provocado por la actividad humana y creen que, detrás del alarmismo, hay una agenda política de grupos políticos y económicos.

#### Mensaje de Crichton en el libro
Crichton, afirmaba que nunca ha desmentido el cambio climático de origen antropogénico y que es muy necesario saber distinguir en la novela la realidad de la ficción, aunque es habitual que, en las novelas de Crichton, este hecho se mezcle con tal maestría y coherencia que es difícil para los lectores discernir tales extremos.

En este sentido, Crichton ha criticado lo que, según él, es la vehemencia de la defensa de ambas posturas (sobre todo del nuevo ecologismo al que llama, en no pocas ocasiones, nueva religión, religión del ecologismo o ecologismo sandía), el peligro de la «politización» de la ciencia y la desinformación generada por determinados intereses hacía una postura u otra. Reivindica el derecho de la sociedad a conocer todos los detalles del Cambio Climático y los anima a no dejarse llevar por cualquier información publicada, en especial por los medios sensacionalistas, dada la nueva autoridad que se le ha otorgado a este tipo de opinión desinformada.
En opinión de Crichton, los estudios actuales sobre el Calentamiento Global son en muy alto grado conjeturas y predicciones basadas en modelos informáticos que pueden fallar y con una base de registros más bien escasa en el tiempo. Por eso pide, sobre todo, no caer en un «estado de miedo» poco racional.
Por otro lado, también se le tacha de un escritor vendido a intereses, por ejemplo petroleros, como lo pueden estar, según la trama de la novela por ejemplo, algunos grupos ecologistas a intereses políticos. Una vez más, según la opinión de Crichton la controversia en un asunto como el Cambio Climático está servida; los datos existen y cada cual puede formase una determinada opinión.
En este sentido, su opinión en referencia al nuevo ecologismo y tema central de la novela se puede leer en uno de sus escritos para el Commonwealth Club en San Francisco, el 15 de septiembre de 2005 y de la que podemos extraer en su primer párrafo las dos ideas base de muchas de sus novelas:

«[...]Se me ha pedido hablar sobre cuál considero el mayor reto que tiene que afrontar la humanidad y tengo fundamentalmente una respuesta. El mayor reto que tiene que afrontar la humanidad es el reto de distinguir la realidad de la fantasía, la verdad de la propaganda.[...]»
Michael Crichton

### Ventas y recaudación
La novela tuvo una tirada inicial de 1,5 millones de ejemplares y estuvo en el n.º 1 de los superventas en Amazon.com.